# Deuxième district congressionnel de l'État de Washington
 (décembre 2024).
Le 2e district congressionnel de Washington comprend la totalité des comtés d'Island, San Juan, Skagit et Whatcom, ainsi que le comté côtier ouest de Snohomish. Il s'étend de Bellingham et de la frontière canado-américaine au nord jusqu'à la limite du comté de Skagit/Snohomish, avec une étroite bande le long de la côte jusqu'à Lynnwood et la limite du comté de King/Snohomish au sud. Depuis 2001, il est représenté par le Démocrate Rick Larsen.
Créé à l'origine en 1909, lorsque Washington a été divisé en districts, le 2e district était représenté par le futur Sénateur américain Henry M. « Scoop » Jackson entre 1941 et 1953. C'était un district démocrate fiable pendant la majeure partie de la seconde moitié du XXe siècle, jusqu'à la Révolution républicaine de 1994, lorsque le Représentant sortant Al Swift a été remplacé par Jack Metcalf. Larsen représente le district depuis la retraite de Metcalf en 2001. Il a fait face à une réélection serrée en 2002, mais a été réélu haut la main en 2004 et n'a fait face à une opposition sérieuse qu'en 2010. Lors des élections de 2008, Larsen a facilement battu le challenger républicain, Rick Bart. Lors des élections de 2010, Larsen a évité de peu la défaite contre son challenger Républicain John Koster.
Le district a une tendance Démocrate aux élections présidentielles depuis l'élection de 1988. Al Gore et John Kerry ont remporté la circonscription de justesse en 2000 et 2004 avec respectivement 48 % et 51 % des voix. En 2008, Barack Obama a remporté la circonscription avec une large marge, avec 55,60 % des voix, tandis que John McCain en a obtenu 42 %.

## Historique de vote
| Année | Poste     | Résultats                  |
| ----- | --------- | -------------------------- |
| 1952  | Président | Eisenhower 55,0 % - 45,0 % |
| 1956  | Président | Eisenhower 55,0 % - 45,0 % |
| 1960  | Président | Kennedy 50,0 % - 50,0 %    |
| 1964  | Président | Johnson 66,0 % - 34,0 %    |
| 1968  | Président | Humphrey 48,0 % - 46,0 %   |
| 1972  | Président | Nixon 62,0 % - 38,0 %      |
| 1976  | Président | Ford 51,0 % - 47,0 %       |
| 1980  | Président | Reagan 50,0 % - 37,0 %     |
| 1984  | Président | Reagan 55,0 % - 44,0 %     |
| 1988  | Président | Dukakis 49,0 % - 48,0 %    |
| 1992  | Président | Clinton 39,0 % - 33,0 %    |
| 1996  | Président | Clinton 47,0 % - 39,0 %    |
| 2000  | Président | Gore 48,0 % - 47,0 %       |
| 2004  | Président | Kerry 51,0 % - 47,0 %      |
| 2008  | Président | Obama 56,0 % - 42,0 %      |
| 2012  | Président | Obama 59,0 % - 38,0 %      |
| 2016  | Président | Clinton 57,0 % - 35,0 %    |
| 2020  | Président | Biden 62,0 % - 35,0 %      |

## Liste des Représentants du district
| Membre                          | Parti       | Années                            | Congrès     | Histoire électorale | Zone géographique |
| ------------------------------- | ----------- | --------------------------------- | ----------- | --- | ----------------- |
| District établit le 4 mars 1909 |             |                                   |             | |                   |
| Francis W. Cushman (en)         | Républicain | 4 mars 1909 - 6 juillet 1909      | 61e         | Redécoupage depuis le district at-large et réélu en 1908. Décès. |                   |
| Vacant                          | Vacant      | 6 juillet 1909 - 2 novembre 1909  | 61e         | |                   |
| William W. McCredie (en)        | Républicain | 2 novembre 1909 - 3 mars 1911     | 61e         | Élu pour terminer le mandat de Cushman. Perd sa renomination. |                   |
| Stanton Warburton (en)          | Républicain | 4 mars 1911 - 3 mars 1913         | 62e         | Élu en 1910. Perd sa renomination. |                   |
| Albert Johnson (en)             | Républicain | 4 mars 1913 - 3 mars 1915         | 63e         | Élu en 1912. Redécoupage vers le 3e district. |                   |
| Lindley H. Hadley (en)          | Républicain | 4 mars 1915 - 3 mars 1933         | 64e - 72e   | Élu en 1914. Réélu en 1916. Réélu en 1918. Réélu en 1920. Réélu en 1922. Réélu en 1924. Réélu en 1926. Réélu en 1928. Réélu en 1930. Perd sa réélection.                          |                   |
| Monrad Wallgren                 | Démocrate   | 4 mars 1933 - 19 décembre 1940    | 73e - 76e   | Élu en 1932. Réélu en 1934. Réélu en 1936. Réélu en 1938. Retrait pour se présenter comme Sénateur des États-Unis et démissionne lorsqu'élu.                                      |                   |
| Vacant                          | Vacant      | 19 décembre 1940 - 3 janvier 1941 | 76e         | |                   |
| Henry M. Jackson                | Démocrate   | 3 janvier 1941 - 3 janvier 1953   | 77e - 82e   | Élu en 1940. Réélu en 1942. Réélu en 1944. Réélu en 1946. Réélu en 1948. Réélu en 1950. Retrait pour se présenter comme Sénateur des États-Unis.                                  |                   |
| Jack Westland (en)              | Républicain | 3 janvier 1953 - 3 janvier 1965   | 83e - 88e   | Élu en 1952. Réélu en 1954. Réélu en 1956. Réélu en 1958. Réélu en 1960. Réélu en 1962. Perd sa réélection.                                                                       |                   |
| Lloyd Meeds (en)                | Démocrate   | 3 janvier 1965 - 3 janvier 1979   | 89e - 95e   | Élu en 1964. Réélu en 1966. Réélu en 1968. Réélu en 1970. Réélu en 1972. Réélu en 1974. Réélu en 1976. Retrait.                                                                   |                   |
| Al Swift (en)                   | Démocrate   | 3 janvier 1979 - 3 janvier 1995   | 96e - 103e  | Élu en 1978. Réélu en 1980. Réélu en 1982. Réélu en 1984. Réélu en 1986. Réélu en 1988. Réélu en 1990. Réélu en 1992. Retrait.                                                    |                   |
| Jack Metcalf (en)               | Républicain | 3 janvier 1995 - 3 janvier 2001   | 104e - 106e | Élu en 1994. Réélu en 1996. Réélu en 1998. Retrait. |                   |
| Rick Larsen                     | Démocrate   | 3 janvier 2001 - Présent          | 107e - 118e | Élu en 2000. Réélu en 2002. Réélu en 2004. Réélu en 2006. Réélu en 2008. Réélu en 2010. Réélu en 2012. Réélu en 2014. Réélu en 2016. Réélu en 2018. Réélu en 2020. Réélu en 2022. |                   |
| Rick Larsen                     | Démocrate   | 3 janvier 2001 - Présent          | 107e - 118e | Élu en 2000. Réélu en 2002. Réélu en 2004. Réélu en 2006. Réélu en 2008. Réélu en 2010. Réélu en 2012. Réélu en 2014. Réélu en 2016. Réélu en 2018. Réélu en 2020. Réélu en 2022. | 2003–2013         |
| Rick Larsen                     | Démocrate   | 3 janvier 2001 - Présent          | 107e - 118e | Élu en 2000. Réélu en 2002. Réélu en 2004. Réélu en 2006. Réélu en 2008. Réélu en 2010. Réélu en 2012. Réélu en 2014. Réélu en 2016. Réélu en 2018. Réélu en 2020. Réélu en 2022. | 2013–2023         |
| Rick Larsen                     | Démocrate   | 3 janvier 2001 - Présent          | 107e - 118e | Élu en 2000. Réélu en 2002. Réélu en 2004. Réélu en 2006. Réélu en 2008. Réélu en 2010. Réélu en 2012. Réélu en 2014. Réélu en 2016. Réélu en 2018. Réélu en 2020. Réélu en 2022. | 2023–Présent      |

## Résultats des récentes élections
Voici les résultats des dix précédents cycles électoraux dans le district.

## Frontières historiques du district

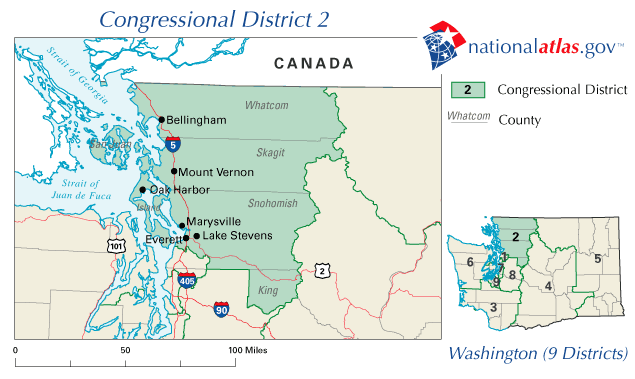
Le district de 2003 à 2013

### 2004
| Élection de 2004 du 2e district congressionnel de Washington | Élection de 2004 du 2e district congressionnel de Washington | Élection de 2004 du 2e district congressionnel de Washington | Élection de 2004 du 2e district congressionnel de Washington | Élection de 2004 du 2e district congressionnel de Washington |
| ------------------------------------------------------------ | ------------------------------------------------------------ | ------------------------------------------------------------ | ------------------------------------------------------------ | ------------------------------------------------------------ |
| Parti                                                        | Parti                                                        | Candidat                                                     | Votes                                                        | %                                                            |
|                                                              | Démocrate                                                    | Rick Larsen (sortant)                                        | 202 383                                                      | 63,9                                                         |
|                                                              | Républicain                                                  | Suzanne Sinclair                                             | 106 333                                                      | 33,6                                                         |
|                                                              | Libertarien                                                  | Bruce Guthrie                                                | 7 966                                                        | 2,5                                                          |
| Total des votes                                              | Total des votes                                              | Total des votes                                              | 316 682                                                      | 100 %                                                        |
|                                                              | Les Démocrates conservent                                    |                                                              |                                                              |                                                              |

### 2006
| Élection de 2006 du 2e district congressionnel de Washington | Élection de 2006 du 2e district congressionnel de Washington | Élection de 2006 du 2e district congressionnel de Washington | Élection de 2006 du 2e district congressionnel de Washington | Élection de 2006 du 2e district congressionnel de Washington |
| ------------------------------------------------------------ | ------------------------------------------------------------ | ------------------------------------------------------------ | ------------------------------------------------------------ | ------------------------------------------------------------ |
| Parti                                                        | Parti                                                        | Candidat                                                     | Votes                                                        | %                                                            |
|                                                              | Démocrate                                                    | Rick Larsen (sortant)                                        | 157 064                                                      | 64,2                                                         |
|                                                              | Républicain                                                  | Doug Roulstone                                               | 87 730                                                       | 35,8                                                         |
| Total des votes                                              | Total des votes                                              | Total des votes                                              | 244 794                                                      | 100 %                                                        |
|                                                              | Les Démocrates conservent                                    |                                                              |                                                              |                                                              |

### 2008
| Élection de 2008 du 2e district congressionnel de Washington | Élection de 2008 du 2e district congressionnel de Washington | Élection de 2008 du 2e district congressionnel de Washington | Élection de 2008 du 2e district congressionnel de Washington | Élection de 2008 du 2e district congressionnel de Washington |
| ------------------------------------------------------------ | ------------------------------------------------------------ | ------------------------------------------------------------ | ------------------------------------------------------------ | ------------------------------------------------------------ |
| Parti                                                        | Parti                                                        | Candidat                                                     | Votes                                                        | %                                                            |
|                                                              | Démocrate                                                    | Rick Larsen (sortant)                                        | 217 416                                                      | 62,4                                                         |
|                                                              | Républicain                                                  | Rick Bart                                                    | 131 051                                                      | 37,6                                                         |
| Total des votes                                              | Total des votes                                              | Total des votes                                              | 348 467                                                      | 100 %                                                        |
|                                                              | Les Démocrates conservent                                    |                                                              |                                                              |                                                              |

### 2010
| Élection de 2010 du 2e district congressionnel de Washington | Élection de 2010 du 2e district congressionnel de Washington | Élection de 2010 du 2e district congressionnel de Washington | Élection de 2010 du 2e district congressionnel de Washington | Élection de 2010 du 2e district congressionnel de Washington |
| ------------------------------------------------------------ | ------------------------------------------------------------ | ------------------------------------------------------------ | ------------------------------------------------------------ | ------------------------------------------------------------ |
| Parti                                                        | Parti                                                        | Candidat                                                     | Votes                                                        | %                                                            |
|                                                              | Démocrate                                                    | Rick Larsen (sortant)                                        | 155 241                                                      | 51,1                                                         |
|                                                              | Républicain                                                  | John Koster                                                  | 148 722                                                      | 48,9                                                         |
| Total des votes                                              | Total des votes                                              | Total des votes                                              | 303 963                                                      | 100 %                                                        |
|                                                              | Les Démocrates conservent                                    |                                                              |                                                              |                                                              |

### 2012
| Élection de 2012 du 2e district congressionnel de Washington | Élection de 2012 du 2e district congressionnel de Washington | Élection de 2012 du 2e district congressionnel de Washington | Élection de 2012 du 2e district congressionnel de Washington | Élection de 2012 du 2e district congressionnel de Washington |
| ------------------------------------------------------------ | ------------------------------------------------------------ | ------------------------------------------------------------ | ------------------------------------------------------------ | ------------------------------------------------------------ |
| Parti                                                        | Parti                                                        | Candidat                                                     | Votes                                                        | %                                                            |
|                                                              | Démocrate                                                    | Rick Larsen (sortant)                                        | 184 826                                                      | 61,1                                                         |
|                                                              | Républicain                                                  | Dan Matthews                                                 | 117 465                                                      | 38,9                                                         |
| Total des votes                                              | Total des votes                                              | Total des votes                                              | 302 291                                                      | 100 %                                                        |
|                                                              | Les Démocrates conservent                                    |                                                              |                                                              |                                                              |

### 2014
| Élection de 2014 du 2e district congressionnel de Washington | Élection de 2014 du 2e district congressionnel de Washington | Élection de 2014 du 2e district congressionnel de Washington | Élection de 2014 du 2e district congressionnel de Washington | Élection de 2014 du 2e district congressionnel de Washington |
| ------------------------------------------------------------ | ------------------------------------------------------------ | ------------------------------------------------------------ | ------------------------------------------------------------ | ------------------------------------------------------------ |
| Parti                                                        | Parti                                                        | Candidat                                                     | Votes                                                        | %                                                            |
|                                                              | Démocrate                                                    | Rick Larsen (sortant)                                        | 122 173                                                      | 60,6                                                         |
|                                                              | Républicain                                                  | B. J. Guillot                                                | 79 518                                                       | 39,4                                                         |
| Total des votes                                              | Total des votes                                              | Total des votes                                              | 201 691                                                      | 100 %                                                        |
|                                                              | Les Démocrates conservent                                    |                                                              |                                                              |                                                              |

### 2016
| Élection de 2016 du 2e district congressionnel de Washington | Élection de 2016 du 2e district congressionnel de Washington | Élection de 2016 du 2e district congressionnel de Washington | Élection de 2016 du 2e district congressionnel de Washington | Élection de 2016 du 2e district congressionnel de Washington |
| ------------------------------------------------------------ | ------------------------------------------------------------ | ------------------------------------------------------------ | ------------------------------------------------------------ | ------------------------------------------------------------ |
| Parti                                                        | Parti                                                        | Candidat                                                     | Votes                                                        | %                                                            |
|                                                              | Démocrate                                                    | Rick Larsen (sortant)                                        | 280 314                                                      | 64,0                                                         |
|                                                              | Républicain                                                  | March Hennemann                                              | 117 094                                                      | 36,0                                                         |
| Total des votes                                              | Total des votes                                              | Total des votes                                              | 325 408                                                      | 100 %                                                        |
|                                                              | Les Démocrates conservent                                    |                                                              |                                                              |                                                              |

### 2018
| Élection de 2018 du 2e district congressionnel de Washington | Élection de 2018 du 2e district congressionnel de Washington | Élection de 2018 du 2e district congressionnel de Washington | Élection de 2018 du 2e district congressionnel de Washington | Élection de 2018 du 2e district congressionnel de Washington |
| ------------------------------------------------------------ | ------------------------------------------------------------ | ------------------------------------------------------------ | ------------------------------------------------------------ | ------------------------------------------------------------ |
| Parti                                                        | Parti                                                        | Candidat                                                     | Votes                                                        | %                                                            |
|                                                              | Démocrate                                                    | Rick Larsen (sortant)                                        | 210 187                                                      | 71,3                                                         |
|                                                              | Libertarien                                                  | Brian Luke                                                   | 84 646                                                       | 28,7                                                         |
| Total des votes                                              | Total des votes                                              | Total des votes                                              | 294 833                                                      | 100 %                                                        |
|                                                              | Les Démocrates conservent                                    |                                                              |                                                              |                                                              |

### 2020
| Élection de 2020 du 2e district congressionnel de Washington | Élection de 2020 du 2e district congressionnel de Washington | Élection de 2020 du 2e district congressionnel de Washington | Élection de 2020 du 2e district congressionnel de Washington | Élection de 2020 du 2e district congressionnel de Washington |
| ------------------------------------------------------------ | ------------------------------------------------------------ | ------------------------------------------------------------ | ------------------------------------------------------------ | ------------------------------------------------------------ |
| Parti                                                        | Parti                                                        | Candidat                                                     | Votes                                                        | %                                                            |
|                                                              | Démocrate                                                    | Rick Larsen (sortant)                                        | 255 252                                                      | 63,1                                                         |
|                                                              | Républicain                                                  | Timothy Hazelo                                               | 148 384                                                      | 36,7                                                         |
|                                                              | Write-In                                                     | Write-In                                                     | 962                                                          | 0,2                                                          |
| Total des votes                                              | Total des votes                                              | Total des votes                                              | 404 598                                                      | 100 %                                                        |
|                                                              | Les Démocrates conservent                                    |                                                              |                                                              |                                                              |

### 2022
| Primaire Démocrate de 2022 du 2e district congressionnel de Washington | Primaire Démocrate de 2022 du 2e district congressionnel de Washington | Primaire Démocrate de 2022 du 2e district congressionnel de Washington | Primaire Démocrate de 2022 du 2e district congressionnel de Washington | Primaire Démocrate de 2022 du 2e district congressionnel de Washington |
| ---------------------------------------------------------------------- | ---------------------------------------------------------------------- | ---------------------------------------------------------------------- | ---------------------------------------------------------------------- | ---------------------------------------------------------------------- |
| Parti                                                                  | Parti                                                                  | Candidat                                                               | Votes                                                                  | %                                                                      |
|                                                                        | Démocrate                                                              | Rick Larsen (sortant)                                                  | 100 631                                                                | 45,8                                                                   |
|                                                                        | Républicain                                                            | Dan Matthews                                                           | 37 393                                                                 | 17,0                                                                   |
|                                                                        | Démocrate                                                              | Jason Call                                                             | 31 991                                                                 | 14,6                                                                   |
|                                                                        | Républicain                                                            | Cody Hart                                                              | 22 176                                                                 | 10,1                                                                   |
|                                                                        | Républicain                                                            | Bill Wheeler                                                           | 9124                                                                   | 4,1                                                                    |
|                                                                        | Républicain                                                            | Carrie Kennedy                                                         | 8 802                                                                  | 4,0                                                                    |
|                                                                        | Républicain                                                            | Leif Johnson                                                           | 5 582                                                                  | 2,5                                                                    |
|                                                                        | Conservateur (en)                                                      | Jon Welch                                                              | 1 699                                                                  | 0,8                                                                    |
|                                                                        | Républicain                                                            | Brandon Stalnaker                                                      | 1 366                                                                  | 0,6                                                                    |
|                                                                        | Indépendant                                                            | Doug Revelle                                                           | 927                                                                    | 0,4                                                                    |

| Élection de 2022 du 2e district congressionnel de Washington | Élection de 2022 du 2e district congressionnel de Washington | Élection de 2022 du 2e district congressionnel de Washington | Élection de 2022 du 2e district congressionnel de Washington | Élection de 2022 du 2e district congressionnel de Washington |
| ------------------------------------------------------------ | ------------------------------------------------------------ | ------------------------------------------------------------ | ------------------------------------------------------------ | ------------------------------------------------------------ |
| Parti                                                        | Parti                                                        | Candidat                                                     | Votes                                                        | %                                                            |
|                                                              | Démocrate                                                    | Rick Larsen (sortant)                                        | 202 980                                                      | 60,1                                                         |
|                                                              | Républicain                                                  | Dan Matthews                                                 | 134 335                                                      | 39,8                                                         |
|                                                              | Write-In                                                     | Write-In                                                     | 608                                                          | 0,2                                                          |
| Total des votes                                              | Total des votes                                              | Total des votes                                              | 337 923                                                      | 100 %                                                        |
|                                                              | Les Démocrates conservent                                    |                                                              |                                                              |                                                              |

### 2024
| Primaire Démocrate de 2024 du 2e district congressionnel de Washington | Primaire Démocrate de 2024 du 2e district congressionnel de Washington | Primaire Démocrate de 2024 du 2e district congressionnel de Washington | Primaire Démocrate de 2024 du 2e district congressionnel de Washington | Primaire Démocrate de 2024 du 2e district congressionnel de Washington |
| ---------------------------------------------------------------------- | ---------------------------------------------------------------------- | ---------------------------------------------------------------------- | ---------------------------------------------------------------------- | ---------------------------------------------------------------------- |
| Parti                                                                  | Parti                                                                  | Candidat                                                               | Votes                                                                  | %                                                                      |
|                                                                        | Démocrate                                                              | Rick Larsen (sortant)                                                  | 106 276                                                                | 48,1                                                                   |
|                                                                        | Indépendant                                                            | Cody Hart                                                              | 43 637                                                                 | 19,8                                                                   |
|                                                                        | Républicain                                                            | Leif Johnson                                                           | 23 340                                                                 | 10,6                                                                   |
|                                                                        | Républicain                                                            | Daniel Miller                                                          | 11 781                                                                 | 5,3                                                                    |
|                                                                        | Démocrate                                                              | Joshua Binda                                                           | 10 497                                                                 | 4,8                                                                    |
|                                                                        | Démocrate                                                              | Devin Hermanson                                                        | 9 578                                                                  | 4,3                                                                    |
|                                                                        | Vert                                                                   | Jason Call                                                             | 7 787                                                                  | 3,5                                                                    |
|                                                                        | Démocrate                                                              | Edwin Stickle                                                          | 7 692                                                                  | 3,5                                                                    |
|                                                                        | Write-In                                                               | Write-In                                                               | 197                                                                    | 0,1                                                                    |

| Élection de 2024 du 2e district congressionnel de Washington | Élection de 2024 du 2e district congressionnel de Washington | Élection de 2024 du 2e district congressionnel de Washington | Élection de 2024 du 2e district congressionnel de Washington | Élection de 2024 du 2e district congressionnel de Washington |
| ------------------------------------------------------------ | ------------------------------------------------------------ | ------------------------------------------------------------ | ------------------------------------------------------------ | ------------------------------------------------------------ |
| Parti                                                        | Parti                                                        | Candidat                                                     | Votes                                                        | %                                                            |
|                                                              | Démocrate                                                    | Rick Larsen (sortant)                                        | TBD                                                          | TBD                                                          |
|                                                              | Indépendant                                                  | Cody Hart                                                    | TBD                                                          | TBD                                                          |
| Total des votes                                              | Total des votes                                              | Total des votes                                              | TBD                                                          | 100 %                                                        |
|                                                              |                                                              |                                                              |                                                              |                                                              |